# Дума Боко
Дума Гедеон Боко (нар. 6 березня 1969) — ботсванський політик і юрист, який обіймає посаду президента Ботсвани з 1 листопада 2024 року та лідера партії «Парасолька за демократичні зміни» з 2012 року. Він обіймав посаду лідера опозиції в Національних зборах з 2014 по 2019 рік.

## Раннє життя
Батько працював викладачем у бригадах Мадіби. Помер у 2004 році.
У 1987 році Боко вивчав право в університеті Ботсвани (UB). Був обраний до Ради студентських представників (СРК). Серед його одногрупників були судді Верховного суду Майкл Лебуру, Кі Дінґейк, Бенгбаме Сешеле та Лот Морока. Після закінчення навчання в 1993 році Дума вступив до Гарвардської школи права.

## Кар'єра
Спочатку викладав право в університеті Ботсвани з 1993 по 2003 рік, працюючи в юридичній фірмі. На початку 2000-х Боко писав колонку в The Monitor, в якій стверджував, що судді не були інтелектуально прогресивними. Він висловив розчарування через те, що науковці та судді не проводять достатньо досліджень для прийняття обґрунтованих суджень.
У період з 2005 по 2006 рік Боко був частиною юридичної команди, яка представляла народ бушменів, що оскаржував їхній переїзд із Заповідника в Центральному Калахарі (CKGR). Рішення, ухвалене 13 грудня 2006 року, було результатом 50/50 для обох сторін. У 2007 році Боко захищав двох чоловіків, яким загрожувала смертна кара, Майкла Молефе та Брендона Сампсона.
Був членом Юридичного товариства Ботсвани (2006—2007). Є членом Ради директорів Мережі Ботсвани з етики, права та ВІЛ-СНІДу. Був членом рад директорів місцевих компаній.

### Політика
Боко став лідером Національного фронту Ботсвани (BNF) у 2010 році. Його позиція та членство в партії були оскаржені на тій підставі, що коли BNF розпалася в 2000 році, він став членом-засновником Національного демократичного фронту (НДФ). Якби це було доведено, відповідно до конституції БНФ, це могло позбавити його керівного складу в партії протягом трьох років після того, як він знову приєднався до неї. Але Боко виграв суд. Він успадкував партію, яка опинилася в занепаді під керівництвом Otsweletse Moupo.
БНФ об'єдналася з новоствореним Ботсванським рухом за демократію (BMD) та розколотою Демократичною партією Ботсвани й Партією народів Ботсвани, щоб утворити Партію «Парасолька за Демократичні Зміни» (Umbrella for Democratic Change). Деякі члени БНФ були рішуче проти коаліції, стверджуючи, що в результаті її розпаду їхня партія зникне. Через це позови проти Боко та його центрального комітету були подані до Вищого суду. Боко та БНФ виграли всі судові позови.

### Загальні вибори 2014 року
На загальних виборах 2014 року Дума Боко привів свою партію до вузької перемоги. Партія «Парасолька за Демократичні Зміни» стала другою за величиною партією за кількістю виграних місць, що зробило Боко лідером опозиції.

### Загальні вибори 2019 року
На загальних виборах 2019 року Дума Боко зазнав поразки від Ани Мокгеті з Демократичної партії Ботсвани в окрузі Габорон Боннінгтон на півночі.